# Château de Saint-Pompon
Le château de Saint-Pompon est un château français implanté dans le village de Saint-Pompon, dans le département de la Dordogne, en région Nouvelle-Aquitaine.
Le château fait l'objet d'une protection au titre des monuments historiques.

## Localisation
Dans le Périgord noir, au sud-est du département de la Dordogne, le château de Saint-Pompon est situé dans le village de Saint-Pompon.

## Historique
En 1269 un texte signale un Hospotalis de Sancta Pomponia qui a probablement appartenu aux Hospitaliers de l'ordre de Saint-Jean de Jérusalem.
Le lieu s'est d'abord appelé San Plainpon.
Le château possède une grosse tour carrée à mâchicoulis et chemin de ronde remaniée après la fin de la guerre de Cent Ans. Le logis placé contre la tour est du XVe siècle et possède des fenêtres à meneaux.
Au XVe siècle la seigneurie de Saint-Pompont appartient à la famille Laroque ou La Roque de Saint-Pompont. En 1464, Marguerite de La Roque, sœur de Martial de La Roque, seigneur de Saint-Pompont, se marie avec Jean II de Cugnac,, seigneur de Sermet (à Loubejac), Giverzac (près de Domme), La Bastide (Lot), La Thèze. Jean III de Cugnac (né vers 1520) reçoit d'Hélie de La Roque la donation de Saint-Pompont par un acte fait en 1552, Le Peyruzel, Les Fournels à Campagnac-lès-Quercy. La famille de Cugnac est restée seigneur de Saint-Pompont jusqu'à la Révolution.
En 1589 les protestants se sont emparés de Saint-Pompont dont Marc de Cugnac est le seigneur. Après s'être installés dans l'église, ils en sont chassés par les Ligueurs. Geoffroy de Vivans revient le lendemain, fait égorger 35 Ligueurs et brûle le château de Marc de Cugnac sauf le donjon.
Le château a été inscrit au titre des monuments historiques le 2 février 1948.